# Tolchester
 (juillet 2025).
Tolchester est une census-designated place située dans le comté de Kent, dans l’État du Maryland, aux États-Unis. Lors du recensement de 2020, elle comptait 297 habitants.